# Cassaro
Cassaro település Olaszországban, Siracusa megyében. Lakosainak száma 724 fő (2023. január 1.). Cassaro Buscemi, Ferla, Palazzolo Acreide és Sortino községekkel határos.

## Népesség
A település népességének változása:
| Lakosok száma | 800  | 779  | 724  |
|               | 2017 | 2018 | 2023 |